# Basilika Mariä Himmelfahrt (Ludźmierz)

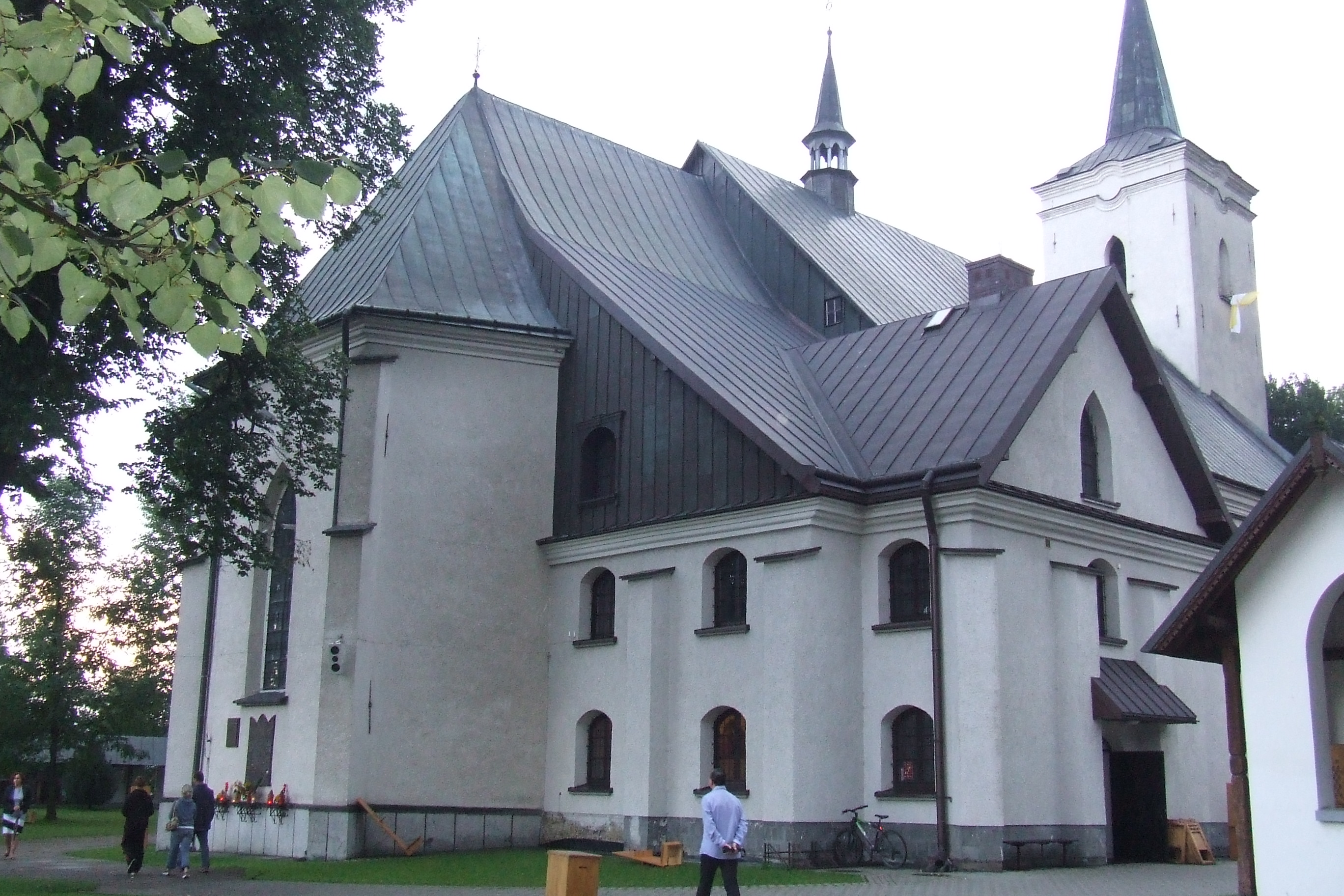
Basilika Mariä Himmelfahrt

Die Basilika Mariä Himmelfahrt (polnisch Bazylika Wniebowzięcia Najświętszej Marii Panny) ist eine römisch-katholische Kirche in Ludźmierz in der Podhale der Woiwodschaft Kleinpolen. Das Heiligtum Unserer Lieben Frau von Ludźmierz des Erzbistums Krakau trägt den Titel einer Basilica minor. Die neugotische Kirche aus den 1870er Jahren steht unter Denkmalschutz.

## Geschichte

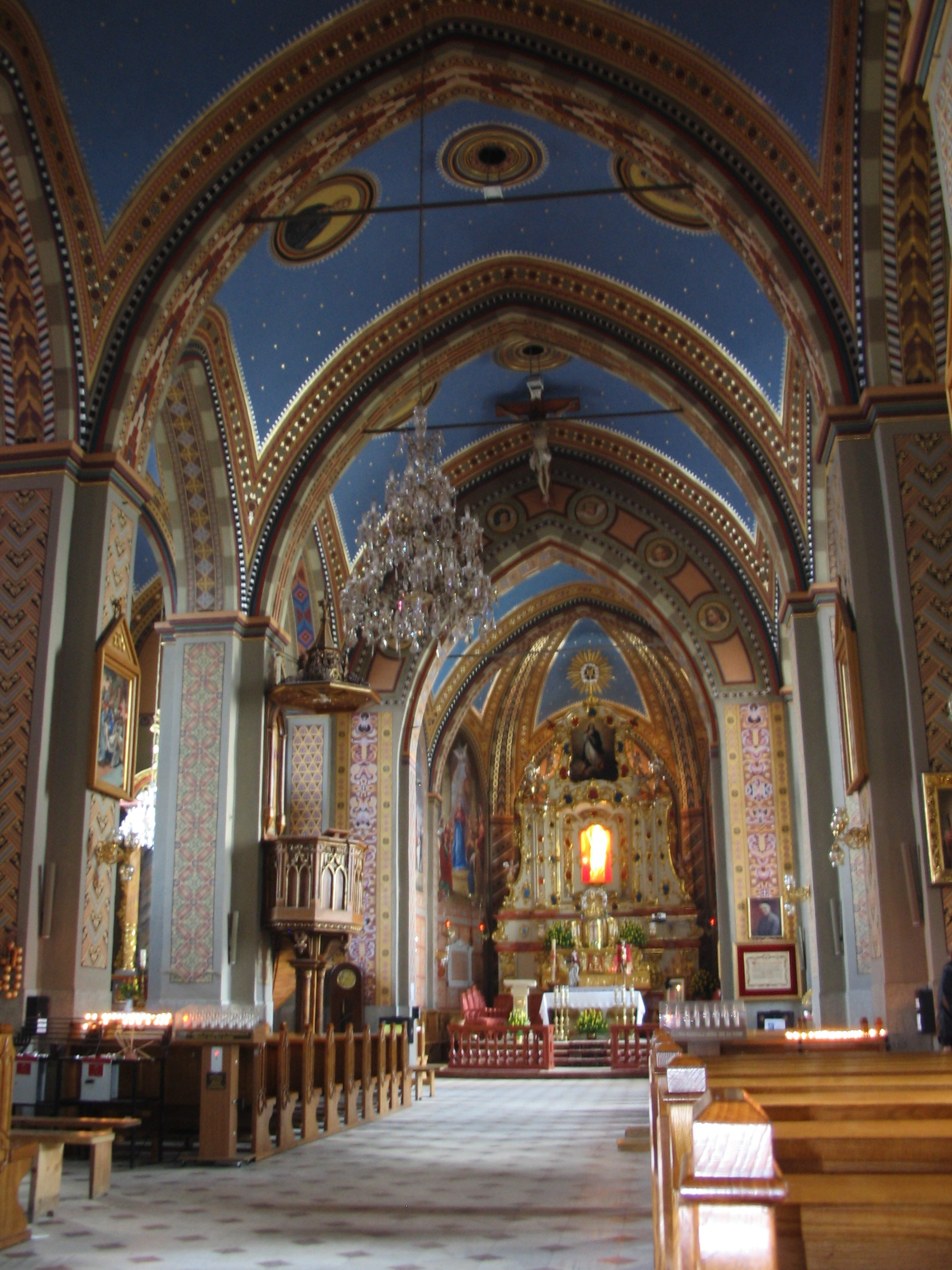
Hallenkirche

Ludźmierz ist die älteste katholische Gemeinde in Podhale. Ihre Geschichte reicht bis ins 13. Jahrhundert zurück. 1234 begann Teodor Gryfita in Ludźmierz mit dem Bau einer einfachen Holzkirche mit Schindeldach und drei Altären, nachdem er die Erlaubnis des Bischofs von Krakau erhalten hatte. Um die Ansiedlung in der unbewohnten Gegend zu fördern, siedelte Gryfita Zisterziensermönche in einem einfachen Holzkloster an, dazu gehörte eine Reihe landwirtschaftlicher Gebäude. Diese Gebäude, die 1796 abbrannten, waren seit 1245 wegen der häufigen Überfälle von Tataren- und Diebesbanden praktisch aufgegeben worden, und die Mönche zogen ins nahe Kloster Szczyrzyc um. Die Zisterzienser betreuten die Pfarrei in Ludźmierz jedoch bis 1824, als sie unter die Obhut von Diözesanpriestern kam.
In den Jahren 1869–77 wurde die alte Holzkirche abgerissen und an ihrer Stelle das heutige verputzte neugotische Gebäude errichtet, innen eine dreischiffige Hallenkirche. Der Rokoko-Altar mit der Figur der Muttergottes von Ludźmierz wurde in die neue Kirche versetzt. Diese Marienfigur wurde 1963 durch Kardinal Stefan Wyszyński kanonisch gekrönt.

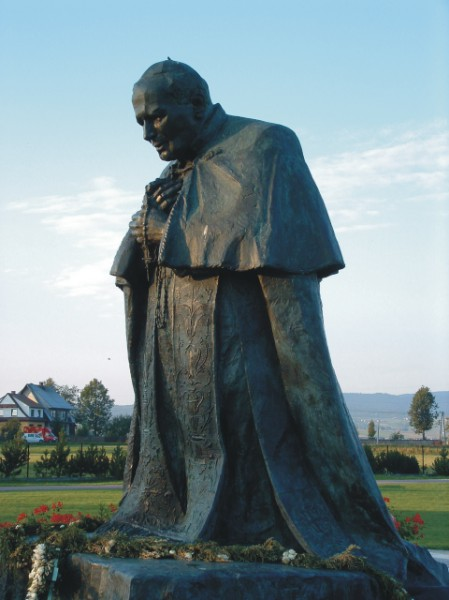
Statue Johannes Paul II.

Papst Johannes Paul II. besuchte das Heiligtum im Jahr 1997, im Rosenkranzgarten erinnert seine kniende Statue daran. Im Jahr 2001 erhob er die Kirche zu einer Basilica minor.
Die Kirche beherbergt eine 26-stimmige Orgel, die aus der St.-Johannis-Kirche in Oldenburg in Holstein aus dem 12. Jahrhundert stammt. Sie ersetzte ein 15-stimmiges Instrument von Thomas Fall aus dem Jahr 1892, das seit 2017 nicht mehr verwendet wird.

## Muttergottes von Ludźmierz
Die Statue der Muttergottes von Ludźmierz, die seit dem Mittelalter Pilgerscharen anzieht, stand ursprünglich auf einem der Seitenaltäre der Kirche, und erst 1776 fand die Statue ihren Weg auf den Hauptaltar. Die Statue der Muttergottes von Ludźmierz wird auf ein Alter von etwa 600 Jahren geschätzt. Die Holzstatue selbst ist etwa 125 cm hoch, und eine Nachbildung befindet sich neben der „wundertätigen Quelle“ neben dem Heiligtum.
Mehrere Kopien der Figur haben sich über die ganze Welt verbreitet, von der Pfarrkirche St. Johannes Baptist in Baindt bis zur Kirche St. Maria von Częstochowa in Cicero, Illinois. Die Verbreitung der Verehrung der Muttergottes von Ludźmierz ist größtenteils auf die Auswanderung der Goralen-Gemeinschaft aus ihrer Heimat in den Karpaten zurückzuführen.